# シラパコーン大学
シラパコーン大学（タイ語: มหาวิทยาลัยศิลปากร）はタイにある国立大学の一つ。美術および考古学分野では、タイの国内で最高峰の大学である。1943年10月12日にイタリア生まれの美術教授シン・ピーラシーなどによって創設された。現在では多くの学部を持ち、7,000人の学生に教育を行っている。

## 沿革
シラパコーン大学の前身はもともと芸術局の管理下にあった「プラーニート美術学校」（โรงเรียนปราณีตศิลปกรรม） にある。1933年、ラーマ6世治世時にタイ王国のお雇い外国人として招聘されたシン・ピーラシー教授とサーロート・ラタミンマーン僧(พระสาโรช รัชตมินมานก์、本名:サーロー・スックヤーン（สาโรช สุขยางค์）) が、プラボーロマラーチャ王宮副王宮の中央宮殿、東宮殿に学校を設立し、当時の公務員と学生を対象に学費をとらずに講義が行われた。1934年、副王宮にあった舞踊音楽学校と合併して「シラパコーン学校」(โรงเรียนศิลปากร）となる。
1942年、「国民」意識形成のために美術の重要性を認識するプレーク・ピブーンソンクラーム首相は、芸術局を教育省から格上げし、首相府に直属するように組織改編を行った。プラヤー・アヌマーンラーチャトン（พระยาอนุมานราชธน）を芸術局局長に任じ、教育課程の改良、大学徽章の製作、法制の整備を行わせた。1943年10月12日にプラヤー・アヌマーンラーチャトンとシン・ピーラシー教授によって｢シラパコーン校｣は格上げされ、「シラパコーン大学」として開学した。大学では当初、絵画・彫刻学部（現：絵画・彫刻・版画学部）の1学部、絵画学科、彫刻学科の2学科しかなかった。1955年にはシン・ピーラシー教授が学部を分割し、3学部を新設した。プラプロムピチット教授（พระพรหมพิจิตร、本名:ウー・ラーパーノン、อู๋ ลาภานนท์））を設立メンバーとしてタイ建築学部（その後拡充され、現建築学部となる。）、ルワン・ボーリバーン・ブリーパン教授（หลวงบริบาล บุรีภัณฑ์）が基礎を固めた考古学部、そしてデコラティブアート学部が新設された。
大学はさらに敷地を拡張し、ナリッサラーヌワッティウォン親王の勧めにより、親王が継承していたタープラ宮殿の敷地を購入した。親王がユネスコの代表になると、タイ国内の大学研究機関設立の進言がなされ、多くの賛同が得られた。それを受け、首相府はシラパコーン大学改善整備計画を策定した。計画内容は、美術、考古学に関わらず他分野の学部の新設拡張を行うというものであった。当時学長に就任していたモーム・ルワン・ピン・マーラーグン教授（หม่อมหลวงปิ่น มาลากุล）はこの政府の計画を実行し、五つ目の学部である文学部を新キャンパスとなったナコーンパトム県サナームチャン宮殿・キャンパスに設置し、1968年6月20日に授業を開始した。

## キャンパス
- タープラ宮殿・キャンパス（วังท่าพระ）
- サナームチャン宮殿・キャンパス（วิทยาเขตพระราชวังสนามจันทร์）
- ペッチャブリーIT・キャンパス（วิทยาเขตสารสนเทศเพชรบุรี）

## 学部
- 版画学部
- 建築学部
- 考古学部
- デコラティブアート学部
- 文学部
- 教育学部
- 理学部
- 薬学部
- 工学部
- 音楽学部
- 農学部
- マネジメント学部
- 情報通信技術学部
- 国際カレッジ

## シラパコーン大学国際カレッジ
シラパコーン大学国際カレッジ（タイ語:วิทยาลัยนานาชาติ มหาวิทยาลัยศิลปากร、英語：Silpakorn University International College （SUIC））は、シラパコーン大学の付属カレッジであり学士課程2コース、修士課程2コースのプログラムを提供している。
- ホテル経営学士 （Bachelor of Business Administration in Hotel Management） （BBA）-4年課程、フランスのVatel国際ビジネススクール-ホテル観光マネージメント（Institut Vatel）と提携。
- マルチメディア芸術学士（Bachelor of Fine Arts in Multimedia Design） （BFA）-4年課程、イギリスのバーミンガム美術デザイン校（Birmingham Institute of Art and Design （BIAD））と提携。
- ホテル観光経営学修士（Master of Business Administration in Hotel and Tourism Management） （MBA）-　2年課程、フランスのペルピニャン大学（University de Perpignan）と提携。
- 国際ビジネス経営学修士（Master of Business Administration in International Business） （MBA）-2年課程 オーストラリアのシドニー工科大学 と提携。スタディツアーの為。

## 主な卒業生

### 王室
- シリントーン内親王 -考古学学部、東洋言語碑文学科修士号 （1979年取得）
- シリパーチュターポン内親王(พระเจ้าหลานเธอ พระองค์เจ้าสิริภาจุฑาภรณ์) -絵画・彫刻・版画学部　学士号（2005年取得）

### 画家
- ジャカラパン・ポーサヤックリット（จักรพันธุ์ โปษยกฤต） - 作家、画家、タイ王国国家芸術家（美術）
- タワン・ダッチャニー - 画家、タイ王国国家芸術家（美術）
- ギャティサック・チャーノンナート（เกียรติศักดิ์ ชานนนารถ） - 画家、タイ王国国家芸術家（美術）
- ノンティワット・ジャンタナパリン（นนทิวรรธน์ จันทนะผะลิน） - 彫刻家、タイ王国国家芸術家（美術・彫刻）
- マーニット・プーアーリー - 版画家、画家、タイ王国国家芸術家（美術・版画）
- アーウット・グンチューグリン（อาวุธ เงินชูกลิ่น） - タイ王国国家芸術家（美術・建築）
- テープシリ・スックソーパー - 挿絵作家、画家

### 作家
- アンカーン・カンラヤーナポン - 詩人、画家、タイ王国国家芸術家（文学）
- スチット・ウォンテート - 作家、タイ王国国家芸術家（文学）
- スワンニー・スコンター - 作家、「シラパコーン校」時代に絵画・彫刻部門の学生

### 映画監督
- ノンシー・ニミブット（นนทรีย์ นิมิบุตร） - 映画監督
- ウィシット・サーサナティヤン（วิศิษฏ์ ศาสนเที่ยง） - 映画監督
- ユッタレート・シッパパーク（ยุทธเลิศ สิปปภาค） - 映画監督

### 漫画家
- ティワワット・パッタラクンワニット - 漫画家、挿絵画家、デコラティブ・アーツ学部
- ウィスット・ポンニミット - 漫画家、デコラティブ・アーツ学部
- アルン・ワチャラサワット - 風刺漫画家

### 俳優
- ジュンポン・アドゥンキッティポーン - 俳優
- ワッチャラ・スクチュム - 俳優・司会者

### 政治家
- チュワン・リークパイ - 元首相 「シラパコーン校」時代に絵画・彫刻部門の学生

### 企業家
- カンチャイ・ブンパーン - 日刊新聞マティチョンの創立者

### 歴史家
- パオトーン・トーンヂュア（เผ่าทอง ทองเจือ）- 歴史家、美術史家（タイ服飾）

## 大学関連アートギャラリー

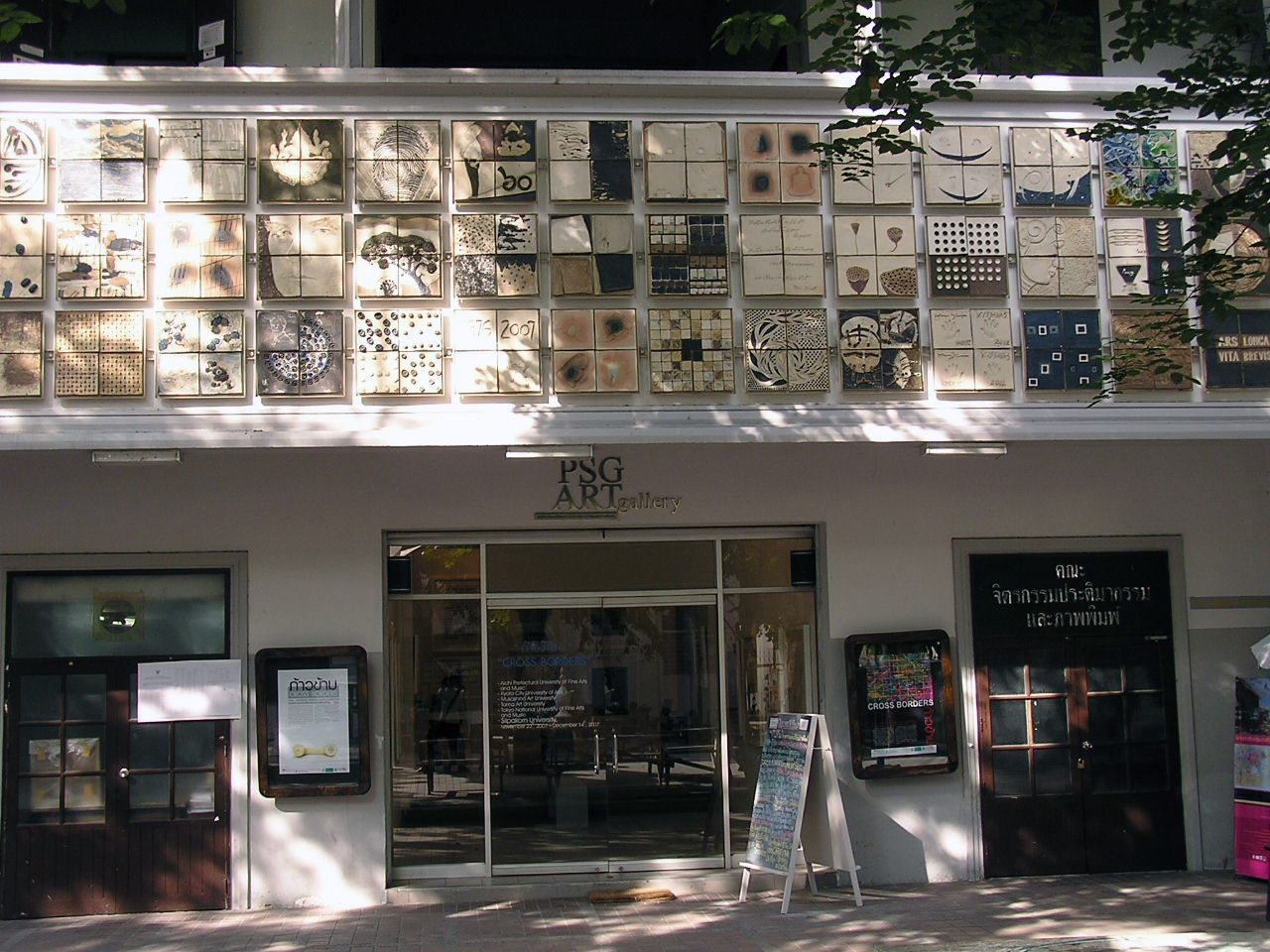
絵画・彫刻・版画学部アートギャラリー タープラ宮殿・キャンパス

- シラパコーン大学アートセンター（タイ語:หอศิลป์มหาวิทยาลัยศิลปากร、英語：Art Center Silapakorn University）1979年設置。タープラ宮殿・キャンパス内。開館 9:00-16:00（日曜日、祝日閉館）。ArtCenter Silapakorn University

- 絵画・彫刻・版画学部アートギャラリー（หอศิลป์คณะจิตรกรรมประติมากรรมและภาพพิมพ์）1987年設置。タープラ宮殿・キャンパス内。開館 10:00-19:00（日曜、祝日閉館）。展示スペース：9ｘ12.7m。

- デコラティブアート学部アート&デザインギャラリー（タイ語:หอศิลปะและการออกแบบ คณะมัณฑนศิลป์、英語:The Gallery of Art & Design）1997年設置。タープラ宮殿・キャンパス内。開館 10:00-18:00（日曜、祝日閉館）。展示スペース：9 x 22 x 3m。The Gallery of Art & Design

- プラプロムピチット建築美術ギャラリー（หอศิลปะสถาปัตยกรรม พระพรหมพิจิตร）2000年設置。タープラ宮殿・キャンパス内。開館 9:00-18:00（日曜、祝日閉館）。

- シン・ピーラシー記念国立博物館(พิพิธภัณฑสถานแห่งชาติ ศิลป์ พีระศรี อนุสรณ์)1987年6月27日設置。タープラ宮殿・キャンパス内。開館9:00-16:00。（土、日曜、祝日閉館）。入館無料。（シン・ピーラシー記念国立博物館を参照のこと。）

- ラーマ9世記念芸術文化センター（タイ語:ศูนย์ศิลปวัฒนธรรมเฉลิมพระเกียรติ 6 รอบพระชนมพรรษา、英語:The Art and Cultural Center Commemorating the 6 Cycle Birthday Anniversary of His Majesty The King）　2001年設置。ナコーンパトム県サナームチャン宮殿・キャンパス内。2階建て、1階は1,200m²の展示スペース、2階は1,500人収容集会場。